# Casey FitzRandolph
Casey FitzRandolph (n. 21 ianuarie 1975, Madison, Wisconsin, SUA) este un patinator de viteză ce a reprezentat Statele Unite ale Americii, medaliat olimpic. A participat la 3 ediții ale Jocurilor Olimpice (1998, 2002, 2006) în care a câștigat o medalie de aur.